# Аминодонтовые
Аминодонтовые, или аминодонтиды, или болотные носороги (лат. Amynodontidae), — семейство вымерших млекопитающих из отряда непарнокопытных, родственное современным носороговым. Представители индрикотериевой фауны.

## Описание

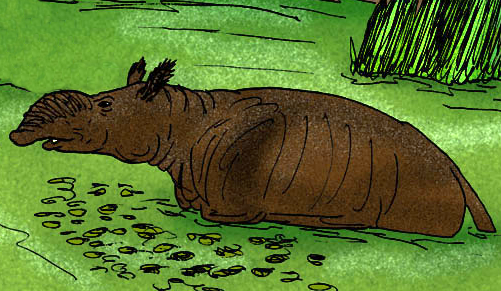
Реконструкция Cadurcodon

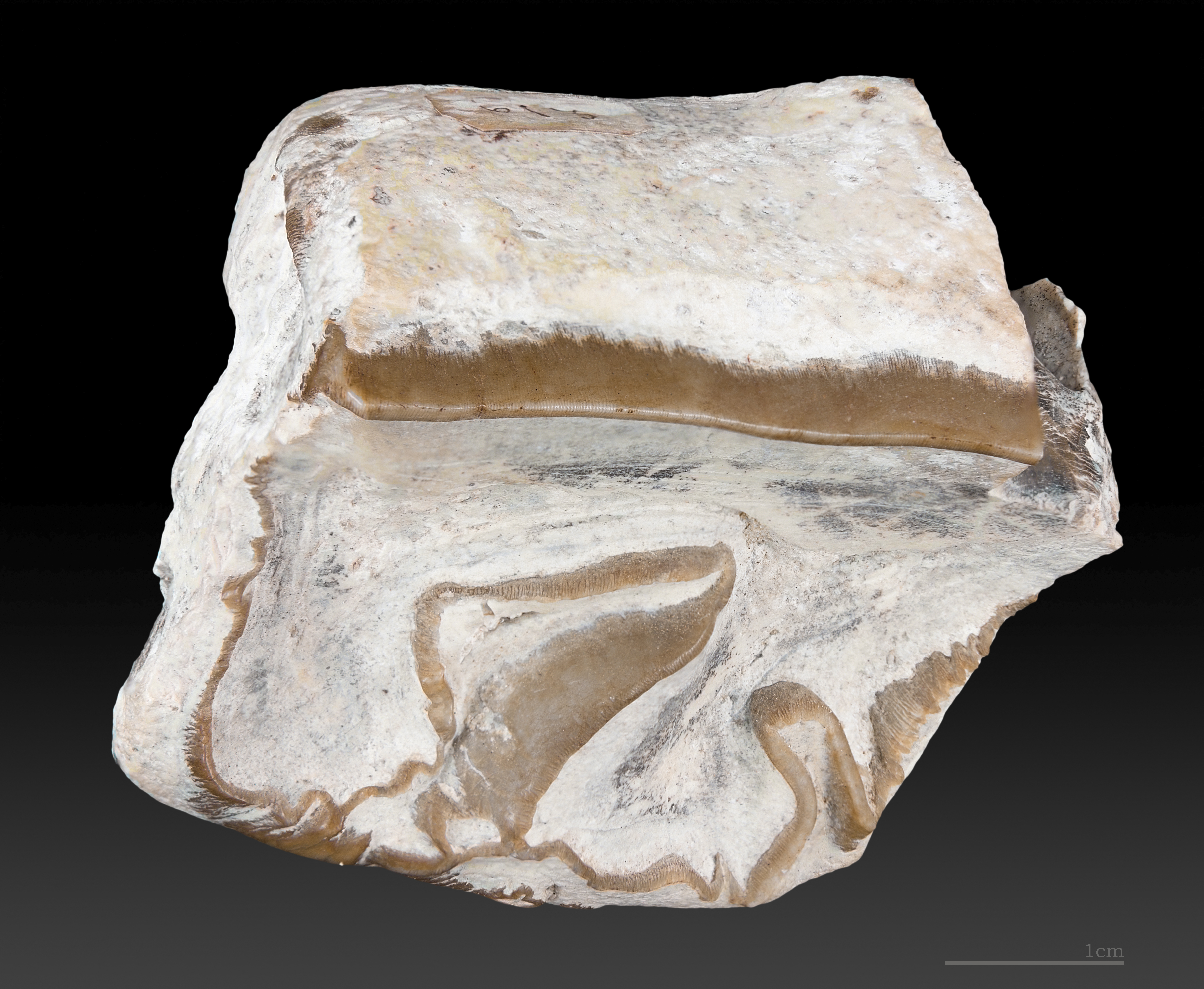
Cadurcotherium nouleti

### Внешний вид
Размером и телосложением они напоминали гиппопотама. Их конечности были короткими и мощными (на передних по 4, на задних по 3 пальца), а череп массивным. Клыки аминодонтовых были хорошо развиты, а резцы и передние коренные зубы редуцированы.

### Места обитания
Населяли берега рек и болота.

### Распространение
Известны из палеогена (эоцен, олигоцен) Евразии и Северной Америки.

## Классификация
По данным сайта Paleobiology Database, на август 2018 года в семейство включают 14 вымерших родов:
- Роды incertae sedis
  - Amynodon Marsh, 1877
  - Amynodontopsis Stock, 1933
  - Andarakodon Averianov & Potapova, 1996
  - Orthocynodon Scott & Osborn, 1882
  - Rostriamynodon Wall & Manning, 1986
  - Sharamynodon Kretozi, 1942 [syn. Lushiamynodon Chow & Xu, 1965]
- Триба Cadurcodontini
  - Cadurcodon Kretzoi, 1942 [syn. Paracadurcodon Xu, 1966, Sianodon Xu, 1965]
  - Cadurcotherium Gervais, 1873 [syn. Cadurcamynodon Kretzoi, 1942, Hypsamynodon Gromova, 1954]
  - Procadurcodon Gromova, 1960
  - Zaisanamynodon Belyaeva, 1971
- Триба Metamynodontini Kretzoi, 1942
  - Megalamynodon Wood, 1945
  - Metamynodon Scott & Osborn, 1887
  - Paramynodon Matthew, 1829
  - Sellamynodon Tissier et al., 2018

Ещё один род включён в семейство в статусе nomen dubium: Gigantamynodon Gromova, 1954.
Род Caenolophus Matthew & Granger, 1925 [syn. Euryodon Xu et al., 1979, Teilhardia Prothero & Schoch, 1989, Teilhardina Prothero & Schoch, 1989] имеет дискуссионное положение в рамках надсемейства Rhinocerotoidea — систематики включают его как в само надсемейство, так и в семейства аминодонтовых и гиракодонтовых.